# Robert Wartenberg
Robert Wartenberg (* 7. Junijul. / 19. Juni 1886greg. in Grodno, Russisches Kaiserreich; † 16. November 1956 in San Francisco, Vereinigte Staaten) war ein deutschamerikanischer Neurologe.

## Leben
Wartenberg besuchte in Stuttgart die Schule und studierte anschließend an den Universitäten Göttingen, Kiel, München, Freiburg und Rostock Medizin. 1919 promovierte er in Rostock.
Er arbeitete anschließend mit Max Nonne in Hamburg und Otfrid Foerster in Breslau. Als Stipendiat der Rockefeller-Stiftung hielt er sich 1926 in Boston bei Harvey Williams Cushing auf. Wartenberg wurde 1928 in Freiburg  habilitiert, wo er 1933 Leitender Oberarzt der neurologischen Klinik wurde.
1936 emigrierte der Neurologe in die USA und ging an die University of California, San Francisco. 1952 wurde er dort Professor für Neurologie. 1954 erfolgte seine Emeritierung.
Robert Wartenberg war ab 1929 mit Isabelle Freiin von Sazenhofen verheiratet. Nach ihm wurden das Wartenbergrad, das Wartenberg-Syndrom und das Wartenberg-Zeichen benannt.

## Veröffentlichungen (Auswahl)
Wartenberg veröffentlichte rund 160 wissenschaftliche Arbeiten, darunter mehrere Monographien.
- The examination of reflexes. The Year Book Publishers, Chicago 1945.
  - Die Untersuchung der Reflexe. Übersetzung Heinz Köbcke. Stuttgart : Thieme, 1952
- Diagnostic tests in Neurology. The Year Book Publishers, Chicago 1953.
  - Neurologische Untersuchungsmethoden in der Sprechstunde. Übersetzung Heinz Köbcke. Stuttgart : Thieme, 1958
- Neuritis, sensory neuritis, neuralgia. Oxford Univ. Press, New York 1958.
  - Neuritis, sensible Neuritis, Neuralgie. Stuttgart : Thieme, 1959